# Berzelius (månekrater)
Berzelius er et nedslagskrater på Månen. Det befinder sig i den nordøstlige del af Månens forside og er opkaldt efter den svenske kemiker Jöns J. Berzelius (1779 – 1848).
Navnet blev officielt tildelt af den Internationale Astronomiske Union (IAU) i 1935. 

## Omgivelser
Berzeliuskrateret ligger sydøst for Franklinkrateret og nordvest for Geminuskrateret. 

## Karakteristika
Krateret er eroderet og har en temmelig jævn kraterbund og en lille, højderygslignende rand. Langs randen ligger adskillige småkratere, og kratervæggen er næsten forsvundet langs den sydlige side, hvor den knapt er andet end en lav, bred ryg. Også kraterbunden er mærket af nogle få småkratere.

## Satellitkratere
De kratere, som kaldes satellitter, er små kratere beliggende i eller nær hovedkrateret. Deres dannelse er sædvanligvis sket uafhængigt af dette, men de får samme navn som hovedkrateret med tilføjelse af et stort bogstav. På kort over Månen er det en konvention at identificere dem ved at placere dette bogstav på den side af satellitkraterets midte, som ligger nærmest hovedkrateret. Berzeliuskrateret har følgende satellitkratere:
| Berzelius | Længde  | Bredde  | Diameter |
| --------- | ------- | ------- | -------- |
| A         | 36,8° N | 48,9° Ø | 7 km     |
| B         | 32,6° N | 43,1° Ø | 23 km    |
| F         | 32,8° N | 46,0° Ø | 12 km    |
| K         | 35,5° N | 47,0° Ø | 7 km     |
| T         | 36,2° N | 48,0° Ø | 9 km     |
| W         | 38,2° N | 53,0° Ø | 6 km     |

## Måneatlas
- Billeder af Berzeliuskrateret i LPI-måneatlasset